# Puskakari (ö i Birkaland, Nordvästra Birkaland)
Puskakari är en ö i Finland. Den ligger i sjön Vahojärvi och i kommunen Parkano i den ekonomiska regionen  Nordvästra Birkalands ekonomiska region  och landskapet Birkaland, i den sydvästra delen av landet, 210 km norr om huvudstaden Helsingfors. Öns area är omkring 140 kvadratmeter och dess största längd är 30 meter i nord-sydlig riktning.